# Monumento di Raffaele Bisteghi
Il Monumento di Raffaele Bisteghi è una scultura funeraria realizzata da Enrico Barberi, collocata al Cimitero della Certosa di Bologna. Si tratta di una delle opere più importanti presente nel complesso funebre bolognese.

## Storia
Desiderato da Bisteghi come ultima volontà, nel 1882 il nipote Giovanni Battista Comelli acquista uno spazio nella Galleria degli Angeli della Certosa. Barberi riceve l'incarico nel 1885. La lavorazione è meticolosa, determinata dal perfezionismo dell'artista e rilevato in una serie di bozzetti e modelli in terracotta. È stato fondamentale anche il consulto del pittore Luigi Serra, grande amico dello scultore. I due hanno avuto modo di parlare del lavoro sia a Roma sia tramite mezzo epistolare.

## Descrizione
La figura dell'angelo risalta in primo piano, con sguardo impassibile. Il braccio indica il moribondo che è pronto ad abbandonare la terra per l'aldilà. È posto diagonalmente, proprio per voler rappresentare l'attimo in cui il messaggero divino sta per fluttuare in aria. Spunto per lo scultore fu anche la tela di Silvestro Lega, Mazzini Morente, il cui volto ed espressione è ripreso nella statua. I dettagli delle lenzuola e le diverse stoffe degli abiti fanno pensare ad una scuola di pensiero simile a Lorenzo Bartolini. La figura della donna impassibile, invece, sconvolge il momento drammatico della vicenda. È dovuto probabilmente alla committenza, in quanto nei disegni originari non era stata pensata in questo modo.
Nella composizione del monumento si oltrepassa la concezione artistica del “vero”, avvicinandosi al naturalismo lineare e floreale dello stile liberty. Si noti, in generale, la rappresentazione drammatica della scena e le fattezze dell'angelo.
Il monumento Bisteghi ricorda sia il Monumento a Ferdinando Cavriani nel cimitero monumentale di Cento, opera del 1872 circa di Carlo Monari, che il Monumento a Giuseppe Vandini realizzato da Tullo Golfarelli nel 1891 nel cimitero di Argenta.